# Pyrgulopsis agarhecta
Pyrgulopsis agarhecta är en snäckart som först beskrevs av F. G. Thompson 1969.  Pyrgulopsis agarhecta ingår i släktet Pyrgulopsis och familjen tusensnäckor. Inga underarter finns listade i Catalogue of Life.